# Rhododendron haematophthalmum
Rhododendron haematophthalmum är en ljungväxtart som beskrevs av Herman Otto Sleumer. Rhododendron haematophthalmum ingår i släktet rododendron, och familjen ljungväxter. Inga underarter finns listade i Catalogue of Life.